# Patrycja Redo-Łabędziewska
Patrycja Redo-Łabędziewska (ur. 1973) – polska dziennikarka, córka Ryszarda Redo, arbitra bokserskiego.
Pracę dziennikarską zaczynała w bydgoskim Radio Pomoże, następnie pracowała w Radiu Toruń i Polskim Radio.
Od 1997 pracowała w redakcji Faktów TVN, gdzie przygotowywała materiały dla redakcji zagranicznej, później prowadziła wydania główne i wieczorne, a do czerwca 2007 popołudniowe.
W latach 2001–2007 i ponownie od 2012 związana z TVN24, gdzie prowadziła między innymi: Serwisy informacyjne, Magazyn 24 godziny, oraz magazyn reporterski Prosto z Polski. W latach 2008–2011 była szefową informacji w TVN Warszawa.
W styczniu 2012 została szefową programów informacyjnych i publicystycznych w TTV.
Od maja 2012 w TVN24 jest gospodynią programu Czarno na białym.